# Nagrada hrvatskog glumišta za redateljsko ostvarenje u radio drami
Popis dobitnika Nagrade hrvatskog glumišta u kategoriji redateljskog ostvarenja u radio drami. 
1992./1993. Ranka Mesarić

1993./1994. Dejan Šorak

1995./1996. Ladislav Vindakijević

1997./1998. Vedrana Vrhovnik

1999./2000. Ranka Mesarić

2001./2002. Ranka Mesarić

2003./2004. Mario Kovač

2005./2006. Stephanie Jamicky

2007./2008. Mislav Brečić

2009./2010. Darko Tralić

2011./2012. Darko Tralić

2013./2014. Mislav Brečić

2015./2016. Mladen Rutić

2017./2018. Vedrana Vrhovnik

2019./2020. Hana Veček

2021./2022. Stephanie Jamicky

2023./2024. Hana Veček